# José Vélez Fernández
José Vélez Fernández (Calasparra, 1966) es un político español del PSOE. Llegó a ser tanto Delegado del Gobierno en la Región de Murcia como Secretario General del Partido Socialista de la Región de Murcia.

## Biografía
Nacido en Calasparra en 1966. Cursó estudios de Diplomatura en Relaciones Laborales y Recursos Humanos en la Universidad de Murcia y es miembro del Colegio de Graduados Sociales de Murcia. Pertenece al Cuerpo de Gestión del Servicio Murciano de Salud. Miembro del PSRM-PSOE, en 1999 fue elegido concejal en Calasparra, siendo elegido alcalde en 2014. En las elecciones de 2015 y 2019 fue nuevamente elegido.
En febrero de 2020 renunció a la alcaldía de Calasparra al ser nombrado Delegado del Gobierno en la Región de Murcia, cargo que ostentó hasta 2023. En 2021 presentó su candidatura a la secretaría general del PSRM-PSOE, enfrentándose a la senadora Lourdes Retuerto, quedando en primer lugar con el 81,7% de los votos, siendo elegido nuevo secretario general en sustitución de Diego Conesa.

## Cargos desempeñados
- Concejal del Ayuntamiento de Calasparra (1999-2020).
- Alcalde de Calasparra (2014-2020).
- Secretario Ejecutivo de Pequeños Municipios del PSOE (2017-2021).
- Delegado del Gobierno de España en la Región de Murcia (2020-2023).
- Secretario General del PSRM-PSOE (2021-2025).
- Diputado en la Asamblea Regional de Murcia (2023-2025).
- Portavoz del Grupo Socialista en la Asamblea Regional de Murcia (2023-2025).